# Zoanthus vietnamensis
Zoanthus vietnamensis is een Zoanthideasoort uit de familie van de Zoanthidae. De wetenschappelijke naam van de soort is voor het eerst geldig gepubliceerd in 1957 door Pax & Müller.